# Разврат: История Мэри Уайтхаус
«Разврат: История Мэри Уайтхаус» (англ. Filth: The Mary Whitehouse Story) — документальная драма 2008 года телекомпании BBC, основанная на реальных событиях, произошедших в Англии в середине XX века.

## Сюжет
Начало 60-х гг. XX века. Школьная учительница по рисованию Мэри Уайтхаус, начинает кампанию против «грязи и порока» по телевидению, в частности по телеканалу Би-би-си. Для этого миссис Уайтхаус с подругой зазывают людей и организовывают митинги. Её противник — сэр Хью Грин, генеральный директор Би-би-си. Он считает Мэри не более чем старой и назойливой женщиной. В течение того времени, что сэр Хью возглавляет компанию, он ни разу не соглашается встретиться с ней или ответить на её корреспонденцию. Однако, это не останавливает домохозяйку и вплоть до своей смерти в 2001 г. она продолжает быть главным критиком и «цензором» телеканала.

## Актёрский состав
| В ролях        |  | Персонаж        |
| -------------- |  | --------------- |
| Джули Уолтерс  |  | Мэри Уайтхаус   |
| Алан Армстронг |  | Эрнест Уайтхаус |
| Хью Бонневилль |  | сэр Хью Грин    |
| Джорджи Глен   |  | Нора Баклэнд    |
| Рон Кук        |  | лорд Чарли Хилл |